# إياغو سانتوس
إياغو سانتوس (22 مايو 1992 بإيتابوراي في البرازيل - ) هو لاعب كرة قدم برازيلي في مركز الدفاع في نادي شباب الأهلي. لعب مع نادي أكاديميكا كويمبرا وDuque de Caxias Futebol Clube ‏ وClube Sociedade Esportiva ‏ ونادي دبا الحصن التعاون السعودي الشباب السعودي.

## روابط خارجية
- إياغو سانتوس على موقع قاعدة بيانات كرة القدم.إي يو (الإنجليزية)
- إياغو سانتوس على موقع Soccerway.com (الإنجليزية)
- إياغو سانتوس على موقع AS.com (الإسبانية)